# Universidad Manuela Beltrán
La Universidad Manuela Beltrán, también llamada UMB, es una universidad privada y mixta con sede en la ciudad de Bogotá, Colombia. Allí se encuentra su principal campus, y posee además otros dos campus en las ciudades de Bucaramanga y Chía.

## Características
La UMB cuenta con 4 campus a nivel nacional, una oferta de 86 programas académicos aprobados por el Ministerio de Educación Nacional en pregrado y posgrado, bajo la modalidad presencial y virtual con más de 40.000 estudiantes en todo el país, en alianza con empresas públicas y privadas.
Para lograr una educación con calidad, está  institución ha venido desarrollando en sus campus 100 laboratorios académicos especializados de alta tecnología, que fomentan la formación teórico-práctica, para que los estudiantes apliquen todos los conocimientos aprendidos en clase.

## Historia
Desde su inicio, con personería jurídica otorgada por el Ministerio de Educación Nacional, desde 1992 la UMB, tiene como filosofía, fundamentar sus procesos académicos en el principio científico, tecnológico y con el bienestar colectivo, propiciando el crecimiento de sus estudiantes a través de la implementación de métodos pedagógicos basados en la participación, construcción colectiva del conocimiento y autoevaluación permanente, en áreas de la salud, la ingeniería y el arte.
Con el ánimo de extender su educación a otras regiones del país, La Universidad Manuela Beltrán, creó en 1994, una sede de extensión de programas en la ciudad de Bucaramanga. En Bogotá, la sede se encuentra ubicada en la Av. Circunvalar con calle 60, diseñada como edificio inteligente con aulas y biblioteca virtuales, esto la convierte en una de las primeras universidades del país en desarrollar una infraestructura tecnológica, dotada de laboratorios de punta.
Posterior a ello, el 29 de diciembre de 2004, el Ministerio de Educación Nacional expidió la Resolución n.º 4974, por medio de la cual se reconoce a la UMB como Universidad.
En la actualidad es visualizada como la Universidad del Futuro.

## Programas académicos

### Bogotá
Pregrados
- Derecho
- Enfermería
- Fisioterapia
- Fonoaudiología
- Ingeniería Ambiental
- Ingeniería Biomédica
- Ingeniería de Software
- Ingeniería Mecatrónica
- Ingeniería Industrial
- Dirección y producción de cine y televisión
- Psicología
- Terapia Ocupacional
- Terapia Cardiorrespiratoria
- Profesional en Ciencias del Deporte

Posgrados
Maestrías
- Maestría en Bioestadística
- Maestría en Gestión de Tecnologías en Salud
- Maestría en Neurorehabilitación
- Maestría en Tecnologías para el Manejo de Aguas y Residuos

Especializaciones
- Especialización en Terapia Respiratoria en Cuidado Crítico
- Especialización en Aguas y Saneamiento Ambiental
- Especialización en Derecho Procesal Penal con Énfasis en Técnicas de la Oralidad
- Especialización en Auditoría Clínica
- Especialización en Evaluación Ambiental de Proyectos
- Especialización en Investigación Criminal
- Especialización en Rehabilitación Cardiopulmonar
- Especialización en Salud Ocupacional y Riesgos Laborales
- Especialización en Terapias Alternativas

Doctorado
- Doctorado en Ciencias y Tecnologías de la Actividad Física y el Deporte

### Bucaramanga
Pregrados
- Administración de Empresas
- Derecho
- Diseño de Moda
- Enfermería
- Fisioterapia
- Fonoaudiología
- Ingeniería Biomédica
- Ingeniería Industrial
- Negocios Internacionales
- Psicología

Posgrados
Maestrías
- Maestría en Seguridad y Salud en el Trabajo

Especializaciones
- Especialización en Investigación Criminal
- Especialización en Seguridad y Salud en el Trabajo
- Especialización en Gerencia de Proyectos
- Especialización en Evaluación Ambiental de Proyectos

### Oferta Virtual
Pregrados
- Producción y Comunicación Transmedia
- Psicología
- Administración Deportiva
- Administración Turística y Hotelera
- Administración de Empresas
- Ingeniería de Software
- Administración Logística
- Ingeniería Ambiental

Posgrados
Maestrías
- Maestría en Administración Educativa
- Maestría en Tecnologías Digitales Aplicadas a la Educación
- Maestría en Gerencia Estratégica del Talento Humano
- Maestría en Transmedia
- Maestría en Integración de TIC en las Organizaciones
- Maestría en Enseñanza de las Ciencias Básicas Mediada por las TIC

Especializaciones
- Especialización en Técnica Profesional en Mecánica de Vehículos de Transporte de Carga Pesada
- Especialización en Tecnológica en Automatización Industrial
- Especialización en Evaluación Ambiental de Proyectos
- Especialización en Seguridad y Salud en el Trabajo
- Especialización en Gerencia del Talento Humano
- Especialización en Gestión de la Investigación
- Especialización en Telemática
- Especialización en Nuevas Tecnologías en Educación
- Especialización en Gestión TIC
- Especialización en Sistemas Interactivos Digitales
- Especialización en Marketing Digital

## Distinciones
Reconocimiento por parte de la Presidencia de la República de Colombia y el Ministerio de Educación Nacional de Colombia en ‘La Noche de los Mejores’ 2020 por su excelencia y calidad en los programas académicos.
En 2019 recibió el premio Excelencia en la Justicia “Mejor Práctica Extrajudicial 2019”, que otorga la Corporación Excelencia en la Justicia.
Ranking DTI-Sapiens 2019, destacó a la Universidad Manuela Beltrán como la mejor institución de educación superior en la categoría de desarrollo tecnológico e innovación en Bogotá.
En 2018 se le entregó el Diploma de reconocimiento del Premio Francisca de Pedraza contra la Violencia de Género.
Reconocimiento del Ministerio de Educación Nacional de Colombia por resultados de las Pruebas Saber Pro 2018.
El 22 de mayo de 2017, recibió un reconocimiento como el mejor Proyecto Inocencia de América Latina por parte del director de la Red Inocente, Doctor Justin Brooks de la Universidad California Western School of Law de Estados Unidos.